# Piptocephalis graefenhanii
Piptocephalis graefenhanii är en svampart som beskrevs av H.M. Ho 2006. Piptocephalis graefenhanii ingår i släktet Piptocephalis och familjen Piptocephalidaceae.   Inga underarter finns listade i Catalogue of Life.